# Claude Michely
Claude Michely (* 8. Oktober 1959 in Esch an der Alzette; † 1. November 2023) war ein luxemburgischer Radrennfahrer.

## Leben
Er startete, wie schon sein Vater, für den Verein Union Cycliste Esch. Sein erster bedeutender Erfolg war der Sieg in der nationalen Meisterschaft der Klasse der Débutants 1976. Zwei Jahre später gewann er auch den Titel bei den Junioren. Claude Michely war der erfolgreichste luxemburgische Cyclocrossfahrer von Ende der 1970er bis in die 1990er Jahre. Allein 13-mal wurde er luxemburgischer Meister in dieser Disziplin. 1984 und 1985 wurde er zudem nationaler Meister im Straßenrennen, nachdem er bereits 1980 und 1982 die Meisterschaft der Amateure gewonnen hatte. 1985 belegte er in München bei den Weltmeisterschaften im Querfeldein-Rennen den dritten Platz. Im selben Jahr wurde er zum luxemburgischen Sportler des Jahres gewählt.
Claude Michely war der Vater des Radsportlers Kim Michely und Sohn von Johny Michely, der zweimal luxemburgischer Cyclocross-Meister wurde. Auch sein jüngerer Sohn Max ist erfolgreich als Radsportler aktiv.
Claude Michely starb im November 2023 im Alter von 64 Jahren an den Folgen eines während einer Radtour erlittenen Herzinfarktes.